# 第二次東固戰鬥
東固戰鬥發生於1931年4月1日－5月18日，地點則是在中國江西吉安县東固镇。是第一次国共内战主要戰鬥之一，交戰一方為中華民國國民革命軍之28師，另一方則為共軍前身中國工農紅軍之紅四軍。戰鬥末了，遭伏擊的國軍損失慘重，撤守江西。